# La Vilavella
La Vilavella (auch: La Vilavella de Nules; spanisch Villavieja) ist eine Gemeinde (Municipio) mit 3.073 Einwohnern (Stand: 2024) in der Provinz Castelló der Autonomen Gemeinschaft Valencia in Spanien. 

## Geografie
La Vilavella befindet sich etwa 18 Kilometer südsüdwestlich von Castellón de la Plana und etwa fünf Kilometer landeinwärts zur Mittelmeerküste in einer Höhe von ca. 40 m. 

## Geschichte
An den Bergen von Santa Barbara konnte ein iberoromanisches Heiligtum 1979 ausgegraben werden. Erstmals urkundlich erwähnt wird die Ortschaft 1238. Schon vorher befand sich hier eine maurische Burg. Die heutige Siedlung ist die Vorgründung der Stadt Nules.

## Bevölkerungsentwicklung
| Jahr      | 1970 | 1981 | 1991 | 2001 | 2011 | 2021 |
| Einwohner | 3150 | 3401 | 3456 | 3376 | 3321 | 3111 |

## Sehenswürdigkeiten
- Burgruine von Vilavella (auch Burg von Nules), ursprünglich maurische Burganlage aus dem 10. Jahrhundert
- Kirche zur Heiligen Familie, 1756 geweiht
- Sebastianuskapelle

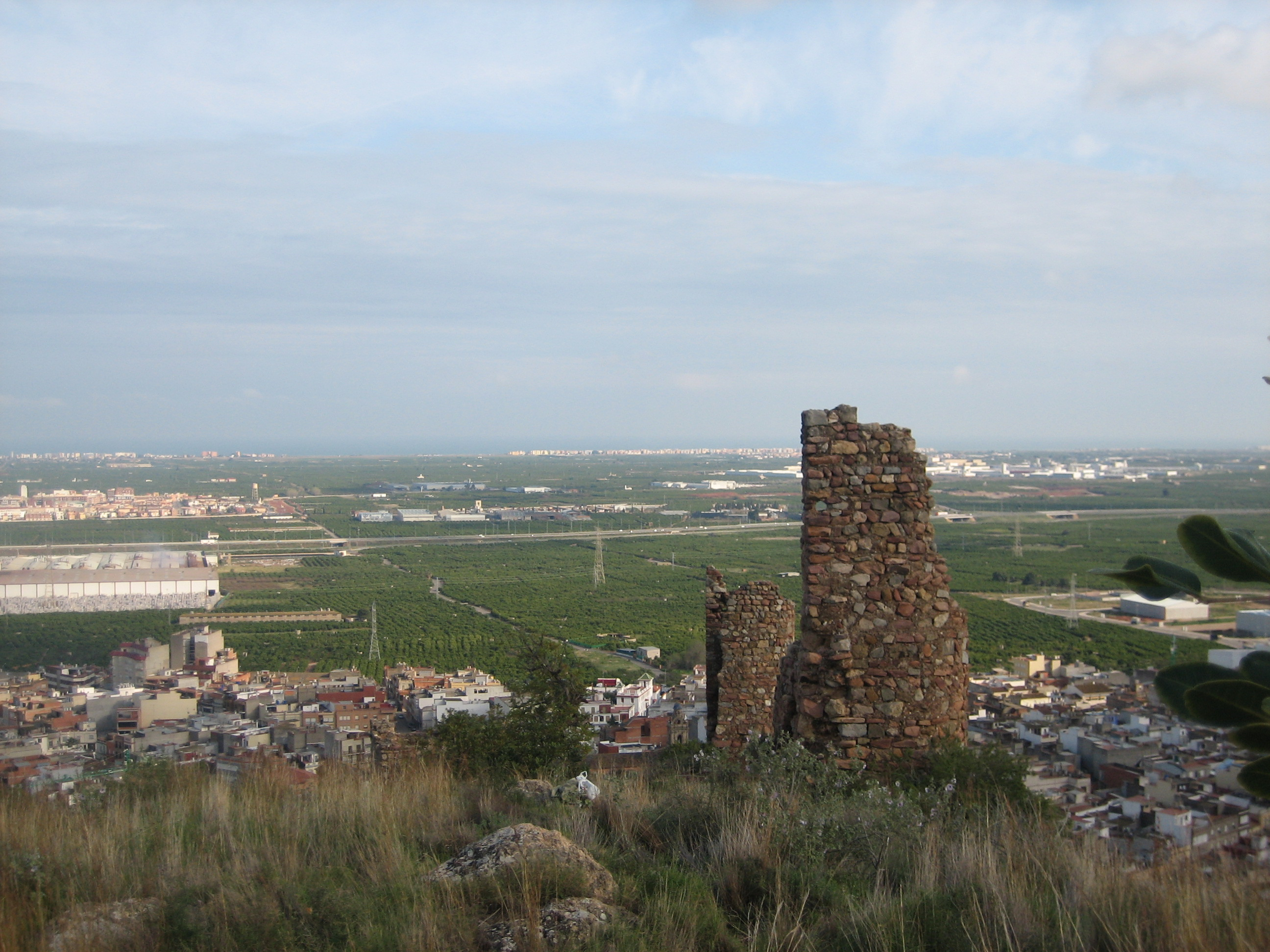
Burgruine von Vilavella
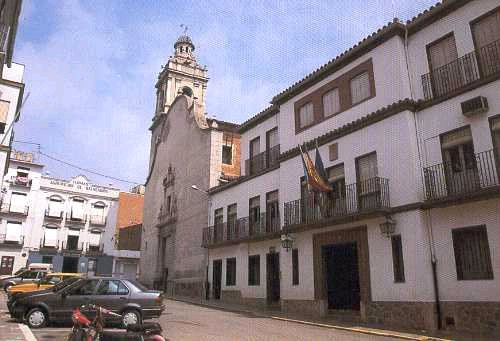
Kirche zur Heiligen Familie
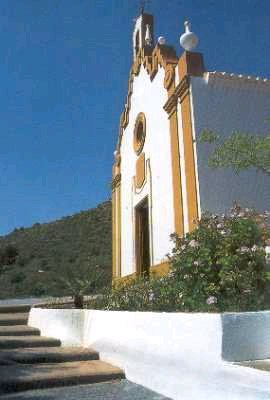
Sebastianuskapelle
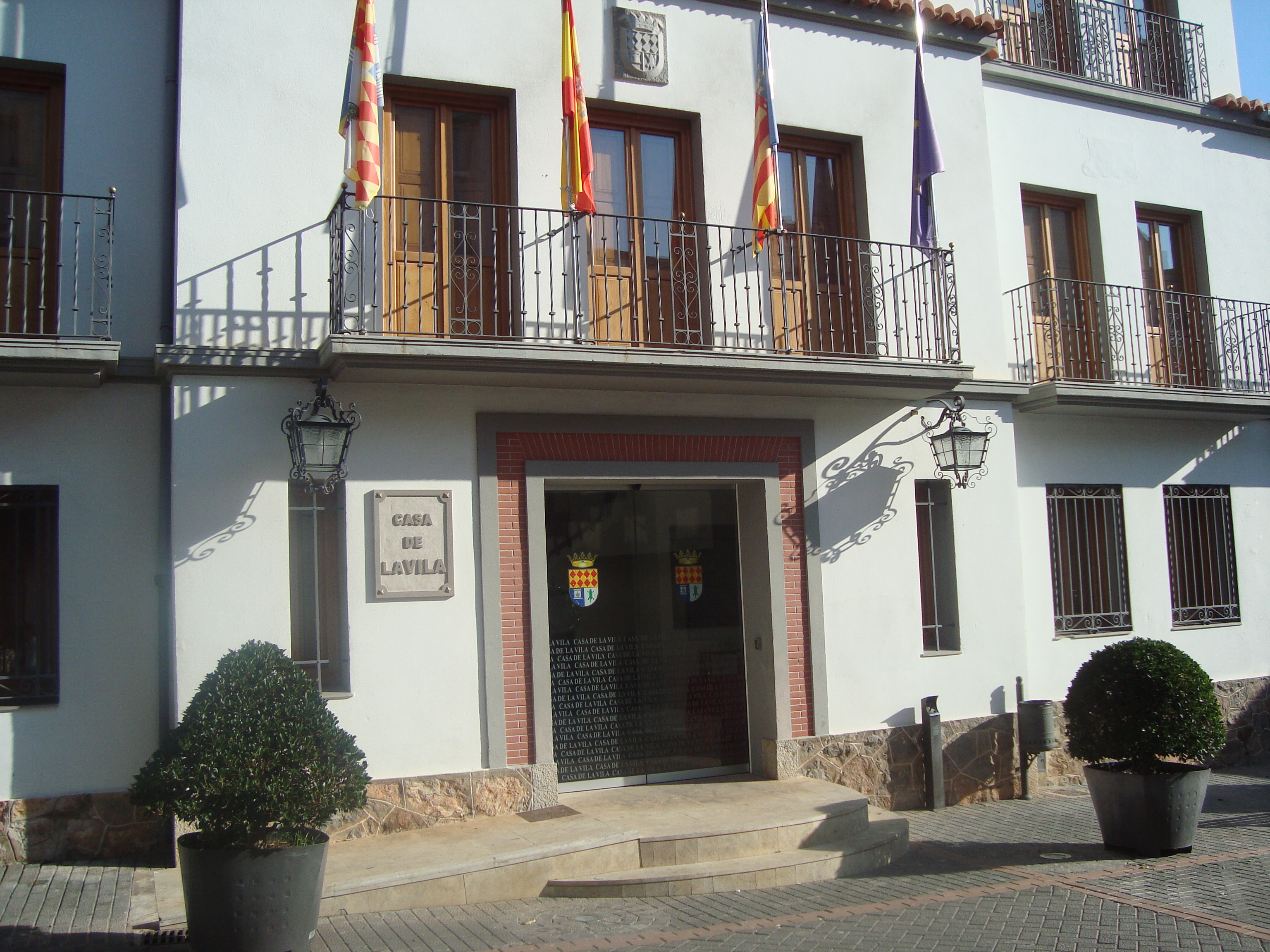
Rathaus